# Молодий місяць (фільм, 1940)
«Молодий місяць» (англ. New Moon) — американська короткометражна кінокомедія Роберта З. Леонарда 1940 року.

## Синопсис
Історія починається в часи французької революції. Молодий герцог вирушає в подорож до Нового Орлеана і під час мандрівки зустрічає красуню Маріанну. Молоді люди з першого погляду покохали одне одного.
У районі карибських островів на корабель нападають пірати й полонять всіх пасажирів. Починаються справжні пригоди. Молодість, любов і вірні друзі допомагають героям вийти з ситуації, що склалася.

## У ролях
- Джанетт Макдональд — Маріанна
- Нельсон Едді — Чарльз
- Мері Боланд — Валерія де Россак
- Г. Б. Ворнер — отець Мішель
- Грант Мітчелл — губернатор штату Новий Орлеан
- Стенлі Філдс — Тамбур
- Дік Пурселл — Александер
- Джон Мільян — П'єр Брюньйон
- Іван Сімпсон — Гізо
- Вільям Таннен — П'єро
- Банті Катлер — Джулія
- Клод Кінг — пан Дюбуа
- Сесіл Каннінгем — дружина губернатора
- Джордж Ірвінг — корабельний капітан
- Бастер Кітон — в'язень «Лу-Лу»